# Caroline Gedde-Dahl
Vibecke Caroline Gedde-Dahl (Oslo, 3 novembre 1973) è un'ex sciatrice alpina norvegese.

## Biografia
Originaria di Oslo, la Gedde-Dahl debuttò in campo internazionale ai Mondiali juniores di Zinal 1990; ottenne il primo piazzamento in Coppa del Mondo il 5 dicembre 1992 a Steamboat Springs in slalom gigante (24ª) e ai successivi Mondiali di Morioka 1993, sua unica presenza iridata, si classificò 26ª nel supergigante, 11ª nello slalom gigante e 27ª nello slalom speciale. Nello stesso anno ottenne il miglior piazzamento in Coppa del Mondo, il 20 marzo a Vemdalen in slalom gigante (6ª).
Ai XVII Giochi olimpici invernali di Lillehammer 1994, sua unica presenza olimpica, si classificò 35ª nel supergigante e non completò lo slalom gigante e lo slalom speciale; il 19 gennaio 1995 conquistò a Innerkrems in supergigante l'ultimo podio in Coppa Europa (2ª) e il 18 febbraio seguente prese per l'ultima volta il via in Coppa del Mondo, a Åre in slalom gigante senza completare la prova. Si ritirò durante la stagione 1997-1998 e la sua ultima gara fu uno slalom speciale universitario disputato il 7 febbraio a Santa Fe.

## Palmarès

### Coppa del Mondo
- Miglior piazzamento in classifica generale: 64ª nel 1993

### Coppa Europa
- 1 podio (dati dalla stagione 1994-1995):
  - 1 secondo posto

### Campionati norvegesi
- 3 medaglie[senza fonte] (dati dalla stagione 1991-1992):
  - 1 oro (slalom speciale nel 1993)[1]
  - 1 argento (slalom gigante nel 1992)
  -  1 bronzo (slalom gigante nel 1993)[senza fonte]